# Area Mass Index
Der Area Mass Index (AMI) ist eine Kenngröße aus der Anthropometrie und stellt das Verhältnis der Körpermasse eines Menschen – gemessen in Kilogramm (kg) – zu seiner tatsächlichen Körperoberfläche – gemessen in m² – dar, wobei die Körperoberfläche wiederum vom individuellen Körperbau (Statur) und dem Geschlecht einer Person abhängt.

## Wissenschaftlicher Hintergrund
Die Körperoberfläche eines Menschen ist gleichzeitig die Fläche seines Wärmeaustauschs mit der Umgebung. Die Wärmeerzeugung des Menschen, die zur Aufrechterhaltung der Körpertemperatur notwendig ist, hängt von der Masse – genauer gesagt von der Muskelmasse – ab. Das Verhältnis von Körpermasse zur Körperoberfläche ist nicht konstant, sondern wird durch die Körperform bestimmt. Gedrungene Körper haben immer eine erheblich kleinere Körperoberfläche pro kg Körpermasse als schlanke Körperformen. Insofern geben schlanke Körperformen erheblich mehr Energie in Form von Wärme an die Umgebung ab als gedrungene, sofern die Bedingungen des Wärmeaustauschs (Temperatur der Umgebung, Isolation durch Kleidung etc.) identisch sind.

## Definition des AMI
Die Definition des AMI beruhte ursprünglich auf der Auswertung von Messungen der tatsächlichen Körperoberfläche von Testpersonen mit Hilfe von 3D-Bodyscans in Kooperation mit dem Projekt Size Germany. Die mathematische Auswertung von 188 Datensätzen hatte seinerzeit gezeigt, dass folgende Formeln zur näherungsweisen Berechnung des AMI benutzt werden können, ausgehend von Körpermasse m (in Kilogramm) und Körpergröße H (in Meter):
{\displaystyle {\mathit {AMI}}=0{,}865{\frac {m}{H^{2}}}+18{,}56}  für Frauen und
{\displaystyle {\mathit {AMI}}=1{,}048{\frac {m}{H^{2}}}+16{,}08}   für Männer.

## Berechnung der Körperoberfläche
Der Kehrwert des Area Mass Index stellt die spezifische Körperoberfläche eines Menschen dar, in der Einheit m²/kg. Durch Multiplikation mit der Körpermasse kann daraus auch die Körperoberfläche eines Menschen in m² berechnet werden.

## Weiterentwicklungen
Als Weiterentwicklung des AMI existiert seit 2014 die sogenannte AMI-Formel, auch AMI 2.0 genannt. Diese gestattet die präzise Berechnung des Energiebedarfs eines gesunden Menschen auf Basis des AMI unter Hinzuziehung der individuellen Körperzusammensetzung und des Aktivitätsprofils dieser Person.
Darüber hinaus ist der Heat Performance Indicator (HPI) entwickelt worden. Dieser dient der Einteilung von Menschen anhand ihrer Wärmeabgabe an die Umgebung in folgende Gruppen: Ultra High Performer, High Performer, Ideal Performer, Low Performer und Ultra Low Performer. Der Heat Performance Indicator kann mit Hilfe der anthropometrischen Daten (Gewicht, Größe, Fettanteil, Muskelanteil) von jedem Anwender berechnet werden.